# Wardour
Wardour är en by i civil parish Tisbury, i distriktet Wiltshire, i grevskapet Wiltshire, i England. Byn är belägen 21 km från Salisbury. Wardour var en civil parish fram till 1927 när blev den en del av Tisbury. Civil parish hade 780 invånare år 1921. Byn nämndes i Domedagsboken (Domesday Book) år 1086, och kallades då Werdore.